# Stengrunden (film)
Stengrunden är en långfilm som bygger på Bo Giertz roman med samma namn. Filmen är regisserad av Rolf Hamark. Långfilmen består av två delar där del 1 spelades in 1995 och del 2 spelades in 2006.[källa behövs]
Filmen har sålts i över 1200 exemplar och visats i hela världen.[källa behövs]

## Rollista
- Kent Andersson – Faltin, prost i del 1
- Bo G Andersson – Faltin, prost i del 2
- Christian Arin – Savonius
- Niels Dybeck – Hafverman
- Märit Carlsson – Katrina
- Gunnar Öhlund – Johannes
- Gustav Levin – Petrus
- Solveig Andersson-Carlsson – hustru till Petrus
- Anders Olofsson – Stall-Erik[1]

## Om filmen
Regissören Rolf Hamarks tanke om att filmatisera boken blev verklighet 1995 då filmen om första kapitlet i biskop Bo Giertz bok Stengrunden kom till. Ända sedan Rolf som ung KGF:are, kristen gymnasist, på nyårsmöte på Jämshög, fick Stengrunden i sin hand hade han drömt om att få göra en film av boken. Boken var för honom näst efter bibeln den viktigaste boken. Men från Rolf Hamarks utgångspunkt som filmare innehöll boken också mycket av det som kunde göra en bra film; riktiga människor och en riktig bild av Gud. 
"När jag läste teologi kunde jag ibland själv identifiera mig med Savonius", berättar Rolf, och förklarar att boken innehöll en historia som han ville berätta. 1992 tog Rolf Hamark kontakt med Bo Giertz för att få hans tillåtelse att göra en film. Det var många frågor som ställdes innan biskop Bo gav sin tillåtelse, minns Rolf. Först blev det nej. För att filmen skulle få en bra början behövdes en ny scen, det förstod Bo Giertz, och han ansåg inte att han själv längre kunde skriva det och såg ingen annan som kunde ta över. Men sedan ändrade han sig, skissade på den första scenen och gav sin tillåtelse till filmningen. 
"Biskop Bo var mycket inblandad i hela projektet"  berättar Rolf, han medverkar till och med själv i början av filmen! 
Det räcker inte med ett bra manus. Att producera en spelfilm med bra skådespelare, teknik, ljud och allt som behövs kostar en hel del, så det var bara att sätta igång med att söka sponsorer. Ansträngningarna blev framgångsrika. Genom kontakter via Svenska Kyrkans Information blev det så att det till och med togs upp en rikskollekt, vilket är mycket ovanligt. Alla stift ställde upp på olika sätt, och dessutom kom bidrag från olika fonder. Sommaren 1995 spelades filmen in i Helsingborg, Fredrikdalsmuseet, och i trakten av småländska Tranås, nära platsen där boken skrevs. Det var en stor apparat. Vid inspelningen var 35 människor anställda och engagerade. Bland de professionella skådespelarna kan nämnas Kent Andersson. 
"Biskop Bo var mycket nöjd med resultatet" konstaterar Rolf Hamark, och berättar att han fick biskopens förtroende att göra en fortsättning. Bo Giertz själv tog också del i arbetet på manus utifrån resten av Stengrundens första del, den som utspelar sig 1808-1809. Han samarbetade med Ruben Baggström, journalist och tidigare förlagschef på Verbum. Den första delen finns också med arabisk text. Det hänger ihop med att filmen 1996 vann pris på en festival för kristen TV och video, CEVMA. 
"Stengrunden kom på andra plats i festivalen, och det var så den kristna arabiska TV-kanalen Sat-7 fick nys om filmen", berättar producenten. 
En engelsk version har tagits fram för att försöka lansera filmen i USA. När den visades för en av de ledande filmkritikerna i USA, Ted Baehr, lovordade han Stengrunden med ordvändningar som närmade sig det lyriska. Baehr skrev bland annat att han aldrig sett "ett historiskt drama som på ett så fängslande och välgjort sätt integrerar tro och historia".  Filmen finns också med dansk textning.
Stengrunden producerades av Rolf Hamark för produktionsbolaget Hamark Produktion. Filmen fotades av Hans-Åke Lerin och Rolf Hamark och klipptes av Martin Jordan och Rolf Hamark. Musiken komponerades av Peter Wallin och Berth Lideberg. Del 1 premiärvisades den 4 februari 1996 på biograf Haga i Göteborg. . Långfilmen Stengrunden, som producerades av Stiftelsen Långfilmen Stengrunden hade premiär den 10 februari 2007 i Gustav Adolfs Församlingshus i Helsingborg.